# Mr. Fantastic

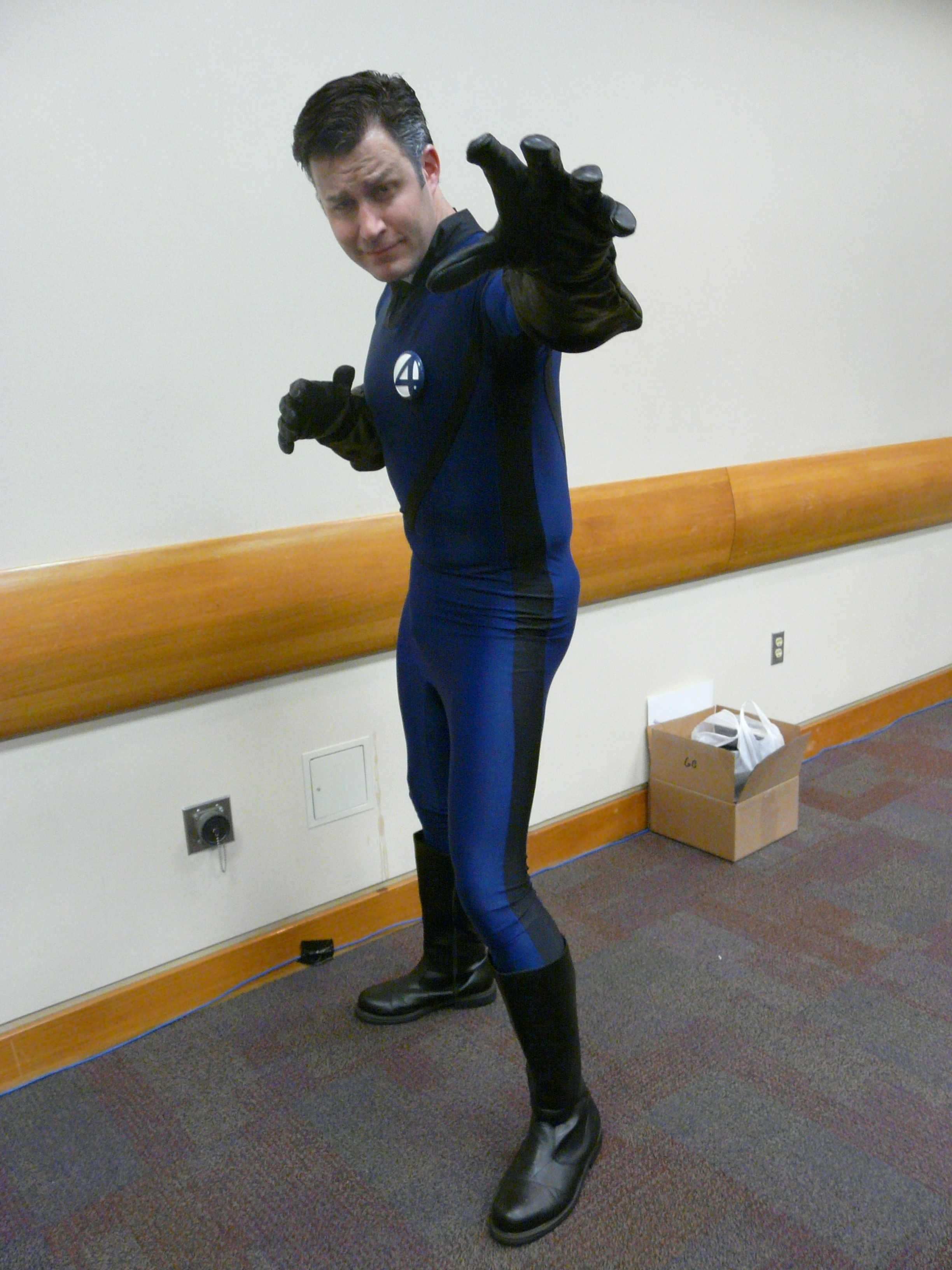
En person utklädd till Mr. Fantastic

Mr. Fantastic är en superhjälte skapad av Jack Kirby och Stan Lee på serietidningsförlaget Marvel. Hans egentliga namn är dr Reed Richards. Mr. Fantastics övermänskliga förmågor är att kunna sträcka ut sin kropp på alla ledder men han är även en utmärkt vetenskapsman och  ledande inom flera områden, däribland kosmisk strålning och biokemi. Han räknas som Marvels smartaste karaktär och har en iq på 267. Han är gift med Invisible Woman (Susan Richards) och bildat tillsammans med henne, Thing och Human Torch superhjältegruppen Fantastic Four.
När han först översattes till svenska hette han Långfinger.